# Насунов, Виктор Иванович
Ви́ктор Ива́нович Насунов (литературный псевдоним Джангар Насунов; 22 июля 1942 — 18 марта 1979) — калмыцкий поэт.

## Биография
Родился 22 июля 1942 года в овцесовхозе № 383 село Манычское Яшалтинского района Калмыцкой АССР.
В 1943 году семья Насуновых была депортирована в Сибирь вместе со всем калмыцким народом. Детство и школьные годы будущего поэта прошли в городе Черепаново Новосибирской области. С третьего класса он начал сочинять эпиграммы на учителей.
В 1957 году умер отец и осенью того года семья вернулась в село Яшалта. Чтобы прокормить большую семью, Виктор был вынужден бросить восьмой класс дневной школы и идти на производство. Устроился разнорабочим в колхозе «Новый мир» Яшалтинского района, одновременно учился на курсах механизаторов. Окончив курсы, работал трактористом в том же колхозе.
В 1966 году переехал в Элисту и там заочно окончил 11 классов. Работал ассистентом режиссёра Калмыцкого телевидения.
В 1967 году был участником семинара молодых писателей Нижнего Поволжья в Казани. Участник V Всесоюзного совещания молодых писателей в Москве.
В 1974 году окончил Литературный институт имени А. М. Горького, был учеником Константина Симонова и Валентина Сидорова.
18 марта 1979 года ушёл из жизни.

## Творчество
Первая книга стихов «Голоса расстояний» вышла в 1971 году.